# Бхакат, Анкита
Анкита Бхакат (хинди अंकिता भकत; род. 17 июня 1998, Калькутта) — индийская лучница, выступающая в стрельбе из олимпийского лука. Она представляла Индию на молодёжном чемпионате мира по стрельбе из лука 2017 года в Росарио и выиграла золотую медаль в смешанных командах с Джемсоном Сингхом Нингтхуджамом.
Бхакат родилась и выросла в Калькутте. Когда ей было десять лет, она начала заниматься стрельбой из лука. Впоследствии она стала посещать Калькуттский клуб стрельбы из лука, там Анкита получила начальную подготовку. Впоследствии, в 2014 году, она перешла в Академию стрельбы из лука Тата в Джамшедпуре.

## Ранние годы
Бхакат родилась 17 июня 1998 года в Калькутте в семье молочника Шантану Бхаката. Она выросла в Калькутте, где начала заниматься стрельбой из лука в десять лет. Впоследствии она присоединилась к Калькуттскому клубу стрельбы из лука, где получила начальную подготовку. После этого она была выбрана для поступления в Академию стрельбы из лука Тата в Джамшедпуре в 2014 году. Там она тренировалась под руководством Дхармендры Тивари, Пурнимы Махато и Рам Авдеша.

## Карьера
В апреле 2015 года Бхакат участвовала в отборочных испытаниях, проводимых Ассоциацией стрельбы из лука Индии. Она сумела пройти отбор и получить право участвовать на молодёжном чемпионате мира по стрельбе из лука 2015 года в Янктоне. Однако за неделю до соревнований индийская команда отказалась от участия, поскольку восемнадцати её спортсменам и тренерам было отказано в визах для въезда в США.
После этого Бхакат участвовала в составе индийской команды в Международном молодёжном фестивале стрельбы из лука в Сеуле в 2015 году, который проходил с 3 по 9 сентября. Анкита выиграла две медали: бронзу в индивидуальном турнире и серебро в соревнованиях женских команд. В 2016 году Бхакат участвовала в личных соревнованиях на втором этапе Кубка мира по стрельбе из лука в помещении, который проходил с 10 по 11 декабря 2016 года в Бангкоке. Она победила Прачи Сингх со счетом 6:2 в матче первого раунда, но проиграла. 0:6 в Чон Хун Ён в 1/8 финала.
В марте 2017 года Бхакат участвовала в личных и командных соревнованиях на втором этапе Кубка Азии 2017 года, который проходил в Бангкоке. В индивидуальном турнире она дошла до четвертьфинала, где уступила 2:6 соотечественнице Дипике Кумари. Сборная Индии в составе Бхакат, Промиа Даймари и Сакши Раджендра Шитоле выиграла серебряную медаль, проиграв 0:6 в финале сборной Китайского Тайбэя. В том же месяце Бхакат приняла участие в личных соревнованиях на 37-м Национальном чемпионате Индии среди взрослых, который проводился в Фаридабаде. Она добралась до финала, но проиграла 2:6 Дипике Кумари.
Вскоре после этого, в июле 2017 года, Бхакат участвовала на третьем этапе Кубка Азии 2017 года, который проходил с 4 по 9 июля 2017 года в Китайском Тайбэе. В миксте с Мукешем Боро она выиграла бронзовую медаль. Позже в том же году она вошла в состав сборной Индии на молодёжный чемпионат мира по стрельбе из лука 2017 года в Росарио по итогам тренировочного турнира в Сонипате.
На молодёжном чемпионате мира по стрельбе из лука Бхакат участвовала в миксте вместе с Джемсоном Сингхом Нингтхуджамом и заняла девятое место. Пара выиграла золотую медаль после победы над сборной России со счётом 6:2 в финале. На пути к финалу они обыграли корейскую команду, посеянную под первый номером, со счётом 5:4 в четвертьфинале и сборную Украины 6:0 в полуфинале.
В апреле 2018 года Бхакат участвовала на китайском этапе Кубка мира, который проходил с 23 по 29 апреля в Шанхае. В индивидуальном турнире она стала восьмой сеяной, набрав 665 из 720 очков в предварительном раунде. Она победила соотечественницу Бомбайлу Деви Лайшрам со счётом 6:4 в третьем раунде, но проиграла 4:6 китаянке Ань Цисюань в четвёртом раунде. Вместе с Промилой Даймари и Дипикой Кумарой в женских командных соревнованиях и с Атану Дасом в смешанных командных соревнованиях она дошла до четвертьфиналов, но сборная Индии проиграла 1:5 и 4:5 командам Китая и США, соответственно.
В мае 2018 года Бхакат участвовала на втором этапе Кубка мира по стрельбе из лука, который проходил в Анталии. С Промилой Даймари и Дипикой Кумари она дошла до полуфинала, перед этим победив французскую и российскую сборные 5:3 и 5:1, соответственно. Однако в полуфинале индийская команда проиграла Южной Кореи со счетом 2:6, а в матче с Китайским Тайбэем за бронзу также уступила 2:6.
В 2021 году Анкита Бхакат и Атану Дас участвовали на первом этапе Кубка мира в Гватемале в смешанном парном разряде. Индийская сборная уступила в полуфинала и в матче за бронзу встретилась со сборной США в составе Кейси Кауфхолд и Брэди Эллисона, которую победила со счётом 6:2. В командных соревнованиях индианки завоевали золотую медаль в составе Анкиты Бхакат, Дипики Кумари и Комалики Бари. В финальной перестрелке они оказались сильнее лучниц Мексики.